# Captain Ron
Captain Ron (bra: Capitão Ron, o Louco Lobo dos Mares) é um filme de comédia estadunidense de 1992 dirigido por Thom Eberhardt, produzido por David Permut, e escrito por John Dwyer para a Touchstone Pictures. É estrelado por Kurt Russell como o personagem-título, um marinheiro com uma personalidade peculiar e um passado duvidoso, e Martin Short como um homem de família suburbano de classe média alta, que o contrata para navegar em um iate pelo Caribe com ele e sua família a bordo. Mary Kay Place, Meadow Sisto e Benjamin Salisbury também estrelam como esposa e filhos.
O filme arrecadou US$ 22,5 milhões.
O filme estreou em 18 de setembro de 1992 para críticas negativas dos críticos. Foi criticado por colocar Russell no papel cômico e Short em um personagem sério, enquanto outros dizem que o desempenho divertido de Russell como o capitão de iate irresponsável e às vezes antipático levou-o através de suas falhas. Ele tem uma pontuação de 23% no Rotten Tomatoes com base em 22 comentários, com uma classificação média de 4,2 de 10. Há muito tempo, no entanto, encontrou um nicho entre os marinheiros.
Salisbury e Sisto foram indicados para o Young Artist Award.
Dada a escassez de comédias náuticas, houve ressurgimento no interesse pelo filme em meados da década de 2010.

## Elenco
- Kurt Russell – Capitão Ron Rico
- Martin Short – Martin Harvey
- Mary Kay Place – Katherine Harvey
- Meadow Sisto – Caroline Harvey
- Benjamin Salisbury – Ben Harvey
- Sunshine Logroño – Capitão Armando
- Jorge Luis Ramos – Tradutor do Capitão Armando
- J.A. Preston – Juiz
- Tanya Soler – Angeline
- Raúl Estela – Roscoe
- Jainardo Batista – Mamba
- Dan Butler – Bill Zachery
- Tom McGowan – Bill
- Paul Anka – Donaldson
- Roselyn Sánchez – Clarisse
- C.M. Talkington (creditado como Clement Talkington) – Mensageiro
- Katherine Franco – Mulher que espirra
- Craig Rondell – Noivo de Caroline
- Shanti Kahn – Patti
- Marty Eli Schwartz – Supervisor
- John Scott Clough – Garth
- Katherine Calzada – Barbara
- Diego de la Texera – Homem com rifle
- Janine Okada – Garçonete